# کیم اون-جونگ (ژیمناست)
کیم اون-جونگ (انگلیسی: Kim Un-jong؛ زادهٔ ۱۳ اوت ۱۹۸۶) ژیمناست هنری ازن هل کره شمالی است.